# Gurghiu
Gurghiu [gurgju], Munții Gurghiului nebo Munții Gurghiu je pohoří ve středním Rumunsku. Patří k sopečnému pásmu Vnitřních Východních Karpat. Z hlediska rumunského členění rumunských Východních Karpat patří do střední skupiny zvané Carpații Moldo-Transilvani (Moldavsko-transylvánské Karpaty). Nejvyšší vrchol Saca dosahuje 1776 m n. m.
Gurghiu je na severu a východě ohraničeno údolím řeky Mureș: na severu od pohoří Căliman, na východě od Giurgeu. Sedlo Sicaș (1000 m) ho na jihovýchodě odděluje od pohoří Harghita. Na západě spadá do Transylvánské vysočiny. Významné je dále sedlo Bucin (1287 m), kde vede přes Giurghiu silnice z Praidu do Gheorgheni.